# En-Sonic
En-Sonic war das Soul-Pop-Projekt der Produzenten Abi Lin (Abraham Lin) und Norbert Kreuzer. Den Gesangspart übernahm Terry Dean. In den 1990er Jahren gelangen vier Charthits in Deutschland.

## Biografie
Der Sänger und Percussionist Terry Dean absolvierte ein Studium an der Berklee Music School in Boston und arbeitete als Backgroundsänger für The Pointer Sisters, The Commodores, Anita Baker und andere. 1975 kam er als Soldat der US-Army nach Heidelberg. Zusammen mit Abi Lin und Norbert Kreuzer, die schon als Produzenten von After One und Ultramatix bekannt waren, schuf er zu Beginn der 1990er Jahre das Projekt En-Sonic.
Die erste Single No One Is to Blame erschien 1991. Ein Charterfolg gelang mit der zweiten Veröffentlichung Just a Little Bit, allerdings nur in Deutschland. Bis 1994 kamen fünf weitere Singles auf den Markt, von denen One Love, I Will Never Forget (Oh Baby) und Serenade of Love deutsche Hitparadenplätze erreichten. Drei Jahre nach Gründung war das Kapitel En-Sonic beendet.

## Diskografie

### Singles
- 1991: No One Is to Blame
- 1991: Just a Little Bit
- 1992: One Love
- 1992: How Much Longer
- 1993: I Will Never Forget (Oh Baby)
- 1994: Serenade of Love
- 1994: Stay with Me
- 1996: Fall in Love Again

### Album
- 1992: En-Sonic